# Eumerus griseofasciata
Eumerus griseofasciata är en tvåvingeart som först beskrevs av Matsumura 1916.  Eumerus griseofasciata ingår i släktet månblomflugor, och familjen blomflugor. Inga underarter finns listade i Catalogue of Life.